# Бистричиця
Бистричиця (словен. Bistričica) — поселення в общині Камник, Осреднєсловенський регіон, Словенія. Висота над рівнем моря: 480,9 м.